# Estación de Maelbeek/Maalbeek
La estación de Maelbeek/Maalbeek es una estación del metro de Bruselas localizada en el municipio de Bruselas, por la que pasan las líneas 1 y 5. El nombre de la estación procede de un arroyo que se llama Maelbeek en francés o Maalbeek en neerlandés. Ambas denominaciones se usan indistintamente a la hora de referirse al recinto. 

## Historia
Fue inaugurada el 17 de diciembre de 1969 como una estación para premetro, siendo parte de la primera ruta de transporte público subterráneo de Bélgica, entonces cubriendo el trayecto entre De Brouckère y Schuman. En 1976, este premetro fue convertido en una línea de metro real que posteriormente se separaría en dos líneas distintas en 1982, llamadas 1A y 1B, ambas pasando por la estación de Maelbeek/Maalbeek. El día 4 de abril de 2009 las líneas fueron reorganizadas y renombradas como 1 y 5.
Atentado de 2016
El día 22 de marzo de 2016 sufrió un ataque yihadista dejando un saldo de 16 muertos y 106 heridos tras las explosiones.

## Localización
La estación se ubica bajo la "Rue de la Loi/Wetstraat" y una de sus salidas se dirige a esta calle bien conocida, con una entrada lateral desde la "Rue Joseph II/Jozef II Straat". La otra salida lleva a "Chaussée d'Etterbeek/Etterbeekse steenweg". Se localiza bajo el puente de la Rue de la Loi/Wetstraat. 

## Emplazamientos próximos
- Parlamento Europeo
- Barrio europeo